# Projet Elbe

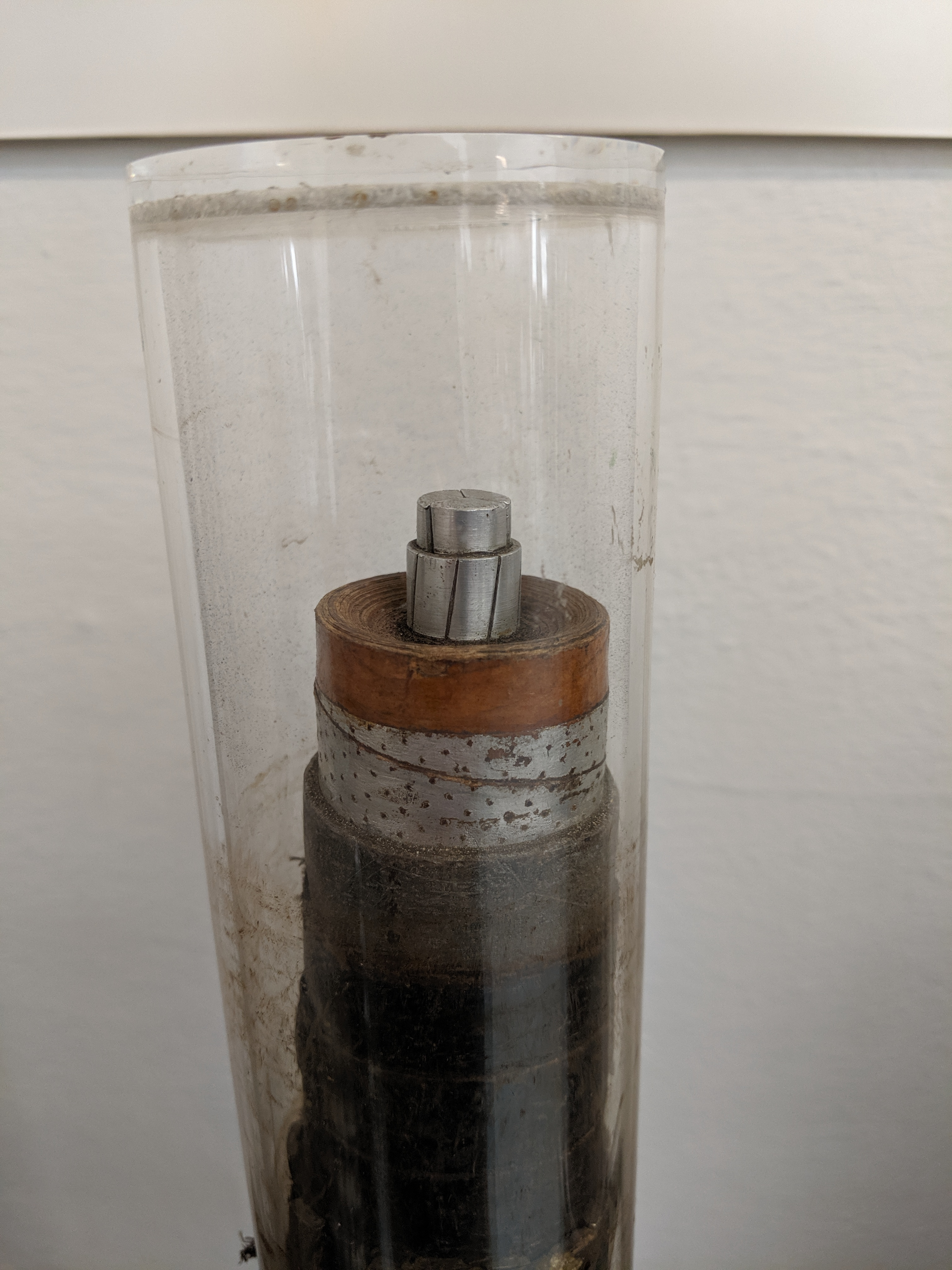
Exemple du projet Elbe

L'Elbe-Projekt littéralement projet Elbe est le nom de la première ligne à haute tension courant continu moderne commerciale. Elle est construite à l'aide de diode à vapeur de mercure.
Sa conception est réalisée à Brunswick et à Salzgitter à l'Institut de haute tension de l'université technique de Brunswick. Des installations expérimentales sont construites entre Zurich et Wettingen ainsi qu'entre Charlottenburg et Moabit. Elles démontrent entre 1933 et 1942 que la transmission de puissance électrique à l'aide de courant continu est possible grâce aux diodes à vapeur de mercure.
En 1941, il est décidé de construire un bipôle grâce à deux câbles à haute tension enterrés entre la centrale électrique Elbe près de Dessau et Berlin-Marienfelde, soit une longueur de 115 km. Le 24 août de la même année, les travaux débutent, le bipôle doit avoir une tension de 200 kV et une capacité de transmission de 60 MW. L'installation est construite par un consortium constitué de Siemens-Schuckert, AEG, et F&G. Le projet est terminé en avril 1945, mais ne peut être mis en service à cause de la guerre.
Le terminus sud se trouvait au sud de la centrale électrique de Vockerode. Le hall construit à cet effet (coordonnées : 51°50'32"N 12°21'26"E) fut ensuite utilisé comme hall d'atelier pour la centrale électrique et abrite aujourd'hui quelques bureaux. Le câble partait de Vockerode via Coswig, Straach, Boßdorf, Kropstädt, Treuenbrietzen, Beelitz, Michendorf, Saarmund et Großbeeren jusqu'au terminus nord de Berlin-Marienfelde. Celui-ci était situé dans la zone située entre la ligne ferroviaire Berlin-Dresde, la Beißlstrasse (jusqu'en 1947 Wagemannstrasse), la Friedrichsrodaer Strasse et le Trachenbergring. La salle des convertisseurs de puissance construite dans cette zone (coordonnées : 52°25'39"N 13°22'13"E) sert aujourd'hui de salle de sport. Un câble de 30 kV a été posé entre Berlin-Marienfelde et la sous-station de Steglitz (près de la centrale électrique de Steglitz), où devait s'effectuer l'alimentation du réseau électrique de Berlin.
Un câble de terre avec un conducteur en aluminium d'une section de 150 mm² et d'un diamètre extérieur de 52 mm a été utilisé pour chacun des deux conducteurs extérieurs, tandis que la terre servait de pôle neutre. À cet effet, il y avait un puits à proximité des deux stations de conversion de puissance, chacune dotée d'une prise de terre. L'emplacement exact de ces puits n'est plus connu.
À la fin du conflit, l'installation se trouve dans la zone d'occupation soviétique. Ceux-ci la démonte et la réassemble entre Moscou et Kachira. Elle est mise en service en 1951, toutefois seulement en monopole, une partie de l'installation ayant été perdue. Elle a depuis été retirée du service.
Un morceau du câble employé peut être vu au Deutsches Museum de Munich.